# Премия Тайлера
Премия Тайлера за природоохранные достижения (англ. Tyler Prize for Environmental Achievement) — ежегодная международная награда в области защиты окружающей среды, одна из старейших и самых престижных. Лауреату вручается золотой медальон и $200 000. Администрируется Университетом Южной Калифорнии (США). Номинироваться могут как отдельные лица, так и учреждения. Победителя определяет исполнительный комитет премии — с целью признать лидеров, выделить и поддержать их работу — за образцовые исследования окружающей среды с пользой для человечества.

## История
Основана в 1972 году Джоном (ум. 1973) и Элис (ум. 1993) Тайлерами (англ. John and Alice Tyler) вследствие их обеспокоенности последствиями всевозрастающего загрязнения среды и экологического дисбаланса.
Название премии дважды менялось, изменялись и критерии отбора претендентов. В 1981 году премия была переименована в Tyler Ecology — Energy Prize, в связи с появлением сведений о том, что многие экологические нарушения вызваны загрязнениями, связанными с производством энергии, включая возобновляемые и нетрадиционные источники. В 1983 году она получила современное название.
Согласно рейтингу международных академических наград от International Ranking Expert Group, данная премия является самой престижной среди экологических, её нередко считают самой престижной природоохранной наградой, называя эквивалентной Нобелевской премии в своей, не охватываемой Нобелевской премией, области.
В исполнительный комитет премии входят Розина Бирбаум (Мичиганский университет), Margaret Catley-Carlson, Exequiel Ezcurra, Julia Marton-Lefèvre, Jonathan Patz и др.

## Лауреаты
- 1974 — Арье Жан Хаген-Смит, Джордж Эвелин Хатчинсон, Maurice Strong[англ.]
- 1975 — Рут Патрик
- 1976 — Эйбел Вулман, Чарлз Сазерленд Элтон, Рене Жюль Дюбо
- 1977 — Юджин Одум
- 1978 — Russell E. Train[англ.]
- 1982 — Carroll L. Wilson[англ.] и Southern California Edison[англ.]
- 1983 — Гарольд Джонстон[англ.], Марио Молина, Шервуд Роуленд
- 1984 — Роджер Ревелл и Эдвард Осборн Уилсон
- 1985 — Брюс Эймс и Organization for Tropical Studies[англ.]
- 1986 — Вернер Штумм и Richard Vollenweider[англ.]
- 1987 — Ричард Эванс Шултс и Gilbert F. White[англ.]
- 1988 — Берт Болин
- 1989 — Пауль Йозеф Крутцен и Edward D. Goldberg[англ.]
- 1990 — Томас Айснер и Jerrold Meinwald[англ.]
- 1991 — C. Everett Koop[англ.] и Монокомпу Самбасиву Сваминатан
- 1992 — Perry McCarty[англ.] и Robert M. White (meteorologist)[англ.]
- 1993 — F. Herbert Bormann[англ.] и Джин Лайкенс
- 1994 — Arturo Gómez-Pompa[исп.] и Питер Рейвен
- 1995 — Клэр Паттерсон
- 1996 — Willi Dansgaard[англ.], Hans Oeschger[англ.], Клод Лориус
- 1997 — Джейн Гудолл, Бируте Галдикас, Джордж Шаллер
- 1998 — Анне Эрлих[англ.] и Пол Эрлих
- 1999 — T. T. Chang[англ.] и Joel E. Cohen[англ.]
- 2000 — Джон Холдрен
- 2001 — Джаред Даймонд и Томас Лавджой
- 2005 — Чарльз Дэвид Килинг и Лонни Томпсон
- 2006 — David Schindler[англ.] и И. А. Шикломанов
- 2007 — Gatze Lettinga
- 2008 — James N. Galloway[нем.] и Харольд Муни
- 2009 — Ричард Элли и Вирабхадран Раманатан
- 2010 — Laurie Marker[англ.] и Стюарт Пимм
- 2011 — Мэй Беренбаум
- 2012 — Джон Сайнфелд и Кирк Смит
- 2013 — Дайана Уолл
- 2014 — Саймон Левин
- 2015 — Мадхав Гаджил и Джейн Любченко
- 2016 — Парта Дасгупта
- 2017 — Хосе Сарухан
- 2018 — Пол Фальковски и Джеймс Маккарти
- 2019 — Майкл Манн и Уоррен Вашингтон
- 2020 — Гретхен Дейли и Паван Сухдев
- 2021 — не присуждалась (из-за пандемии COVID-19)
- 2022 — Andrew Haines[англ.]
- 2023 — Даниель Поли и Уссиф Рашид Сумайла
- 2024 — Йохан Рокстрём
- 2025 - Сандра Диас и Эдуардо Брондизио
- 2026 — объявляется в феврале